# Скарабей из Орвието
Скарабей из Орвието (CIE 5071, TLE 260, ET Vs 1.171, Kaimio 811, CII 2045 bis) — этрусский артефакт, надгробная плита (циппус) в форме скарабея с надписью.

## Описание
Представляет собой крупное надгробие в форме скарабея массой 34 кг, вырезанное из парагона в IV или III веках до н. э., или, более точно, в первой половине III века до н. э..
Был обнаружен в 1860 году на берегу реки Палья.

## Надпись
Надпись высечена на плоской стороне камня в форме полукруга и читается следующим образом: larθeal caicna[s] θamries cana (буква s сколота). Примечательно, что личное имя стоит в родительном падеже (для семейного имени такая форма является нормальной): larθeal — личное имя Larθ (окончание eal родительного падежа является характерным для Вольсиний, ea обозначает дифтонг [ia]), caicnas — родовое имя Caicna (женская форма — ceicnei), соответствующее лат. Caecina, Caecinius (Цецина), θamries — редкое личное имя Θamrie (имя отца), встречающееся только на двух вольсинийских циппусах. Второе упоминание имени Θamrie — в циппусе Vs 1.115: arnθeal caicnas θamres (в форме θamres). Владельцы циппусов Vs 1.171 и Vs 1.115 считаются братьями. Cana — существительное в именительном падеже, которому подчинено имя. Большинство исследователей сходятся на том, что оно обозначает «изваяние» или «произведение». Другие варианты перевода — «драгоценность», «скульптурное изображение», «образ».
Массимо Питтау считает, что нет необходимости реконструировать окончание родительного падежа для группового склонения caicnas, и читает его как caicna. Кроме того, он трактует θamries как упоминание этрусской богини рождения и смерти Танр (этр. Θanr), и, таким образом, вся надпись, по его мнению, означает пожертвование или посвящение богине.
Буква a в надписи имеет горизонтальную перекладину, что наиболее распространено среди циппусов из Аквапенденте.